# Larchamp (Orne)
Larchamp foi uma comuna francesa na região administrativa da Normandia, no departamento Orne. Estendia-se por uma área de 8,46 km². Em 2010 a comuna tinha 318 habitantes (densidade: 37,6 hab./km²).
Em 1 de janeiro de 2015, passou a formar parte da nova comuna de Tinchebray-Bocage.